# Wallis Bird
Wallis Bird (* 29. Januar 1982 im County Meath) ist eine irische Musikerin. Sie lebt und arbeitet in Berlin.

## Leben
Wallis Bird bekam von ihrem Vater, einem Pubbesitzer, zu ihrem zweiten Geburtstag ihre erste Gitarre geschenkt. Nachdem sie im Alter von einem Jahr einen Unfall mit einem Rasenmäher hatte, bei dem ihr alle Finger der linken Hand abgetrennt worden waren und lediglich vier Finger wieder angenäht werden konnten, entwickelte sie im Laufe der Jahre einen außergewöhnlichen Gitarrenstil: Die geborene Linkshänderin spielt eine Rechtshändergitarre seitenverkehrt, ohne die Saiten umzuspannen.
Nach der Schule zog Wallis in die irische Hauptstadt Dublin, um Musik zu studieren. Im Rahmen ihres Studiums kam Bird nach Deutschland, um an einem Austausch teilzunehmen. Dort lernte sie auch einen Teil ihrer späteren Band (Christian Vinne – Schlagzeug, Michael Vinne – Bass) sowie ihren Produzenten (Marcus Wüst) kennen. Weitere Mitglieder der Band sind Aoife O’Sullivan (eine in London lebende Irin) und Aidan (ein in Belgien lebender Ire). Nach ersten Auftritten in Irland, Deutschland und England entschied sich Bird, für 18 Monate nach Deutschland zu ziehen. Hier verbrachte sie ein Gastsemester an der Popakademie Baden-Württemberg in Mannheim und produzierte ihre Debüt-EP Branches Untangle. Die ausgekoppelte Single Blossoms in the Street konnte sich zwanzig Wochen in den deutschen Top 100 Radio AP-Charts halten.
Im September 2007 veröffentlichte Bird über Island Records ihr Debütalbum mit dem Titel Spoons, wofür ein Großteil der Aufnahmen in Deutschland entstand. Das Album stieg in der ersten Woche nach seiner Veröffentlichung in die Top 5 der britischen Download-Album-Charts ein. 2008 nutzte eine große englische Tageszeitung Birds Coverversion des Depeche-Mode-Klassikers Just Can’t Get Enough öffentlichkeitswirksam, 2009 gewann sie den Meteor Music Award in der Kategorie „Hope for 2009“. Im Herbst 2009 wurde Bird eingeladen, das mexikanische Gitarrenduo Rodrigo y Gabriela auf ihrer Europatour zu begleiten, wo sie insgesamt 16 Shows vor über 50.000 Leuten spielte.
2009/10 erschien mit New Boots das nächste Studioalbum Birds über Columbia Records und Rubyworks. Es konnte in Irland auf Platz 14 der irischen Album-Charts einsteigen. Im Jahr 2010 spielte Wallis über 90 Shows in ganz Europa. Im gleichen Jahr wurde ihr der Meteor Music Award in der Kategorie „Best Irish Female“ verliehen.
Im März 2012 veröffentlichte Wallis Bird ihr gleichnamiges, drittes Album. Es stieg in den irischen Albumcharts bis auf Platz 11, zudem erreichte sie erstmals die deutschen wie auch österreichischen Top 100. Zu Promotionzwecken war Bird in verschiedenen TV-Sendungen zu sehen, unter anderem in der irischen Talkshow The Late Late Show, in TV Noir und Inas Nacht. Ihr Lied Encore wurde mit neun weiteren Gastauftritten auf der Bonus-CD Inas kleine Nachtmusik mit Ina Müllers Album Ich bin die veröffentlicht.
Im April 2014 erschien das vierte Studioalbum, das den Namen Architect trägt. Anfang 2016 gab Wallis Bird in einem Berliner Club ein mehr als 12 Stunden dauerndes Konzert, bei dem sie gemeinsam mit befreundeten Musikern ununterbrochen auf der Bühne stand. Ihr fünftes Studioalbum, mit dem Titel Home veröffentlichte Bird im Oktober 2016, gefolgt von einer Tour durch Europa, Japan und Australien.
Im März 2017 wurde Wallis Bird mit dem deutschen Musikautorenpreis in der Kategorie Komposition Rock/Pop ausgezeichnet. Die Laudatio hielt Mieze Katz, Sängerin der Band Mia.

## Diskografie

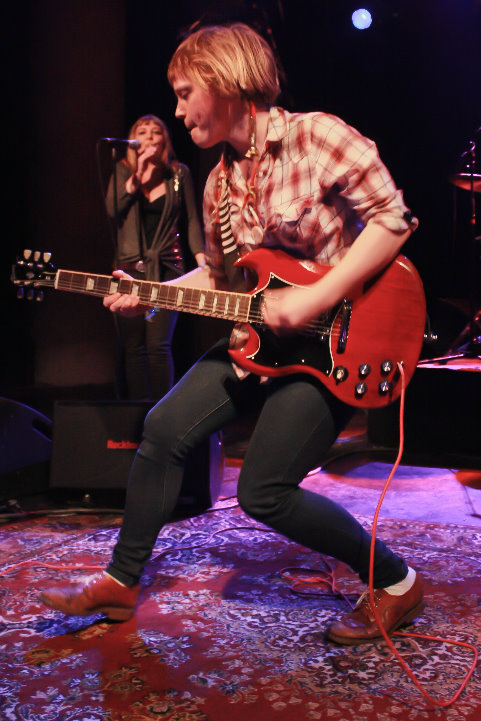
Wallis Bird (2010)

### Alben
- 2007: Spoons (Debütalbum) Bird Records / Island Records UK
- 2009/10: New Boots (Rubyworks / Columbia Records)
- 2012: Wallis Bird
- 2014: Architect
- 2015: Yeah! Wallis Bird Live 2007–2014
- 2016: Home
- 2019: Woman
- 2022: Hands

### Singles und EPs
- 2006: Branches Untangle (4-Track EP) (Bird Songs / Universal Island Records)
- 2007: The Circle
- 2007: Blossoms in the Street (Bird Records / Island Records UK)
- 2008: Counting to Sleep
- 2008: Just Can’t Get Enough
- 2009: To My Bones (Rubyworks)
- 2009: LaLaLand (Rubyworks)
- 2011: The Mistakes Are Intentional (limitierte Sonderpressung)
- 2012: Encore
- 2014: Hardly Hardly

### Kompilationen
- 2015: Bird Songs (nur in Japan)

## Auszeichnungen
- Meteor Music Award (Irischer Musikpreis) (Kategorie Hope for 2009), 2009
- IMTV Irish Music Video Award (Irischer Musikvideo-Preis) (Kategorie Best Solo Female Video für das Video zu To My Bones), 2009
- Meteor Music Award (Irischer Musikpreis) (Kategorie Best Irish Female), 2010
- Deutscher Musikautorenpreis (Kategorie Komposition Rock/Pop), 2017